# Bonifacio (Misamis Occidental)
Bonifacio è una municipalità di quarta classe delle Filippine, situata nella Provincia di Misamis Occidental, nella Regione del Mindanao Settentrionale.
Bonifacio è formata da 28 baranggay:
- Bag-ong Anonang
- Bagumbang
- Baybay
- Bolinsong
- Buenavista
- Buracan
- Calolot
- Demetrio Fernan
- Digson
- Dimalco
- Dullan
- Kanaokanao
- Liloan
- Linconan

- Lodiong
- Lower Usugan
- Mapurog (Migsale)
- Migpange
- Montol
- Pisa-an
- Poblacion (Centro)
- Remedios
- Rufino Lumapas
- Sibuyon
- Tangab
- Tiaman
- Tusik
- Upper Usogan